# Papirus Oxyrhynchus 7

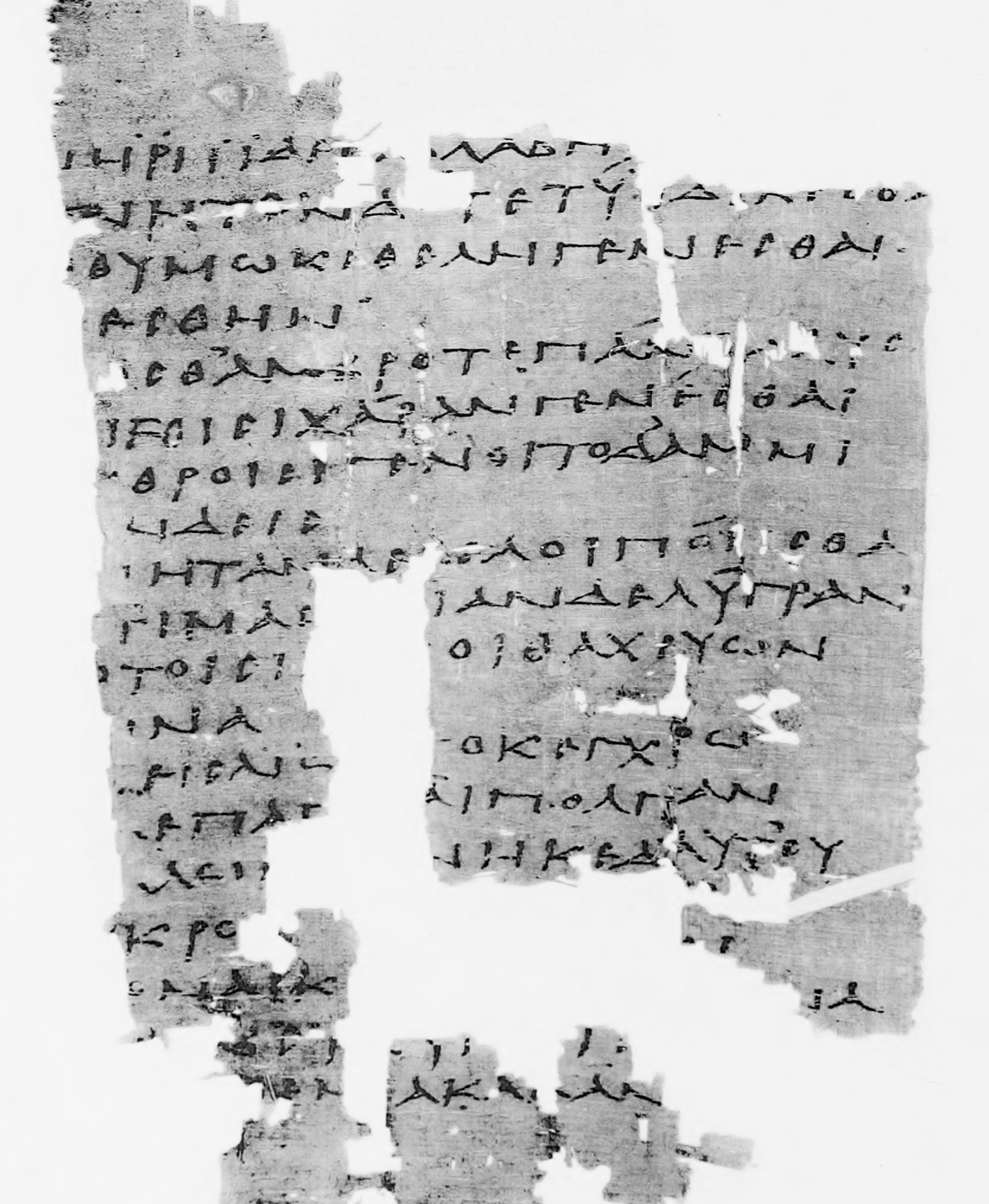
Papirus Oxyrhynchus 7

Papirus Oxyrhynchus 7 oznaczany jako P.Oxy.I 7 – fragment poematu Safony napisany w dialekcie eolskim języka greckiego. Papirus ten został odkryty przez Bernarda Grenfella i Arthura Hunta w 1897 roku w Oksyrynchos. Fragment jest datowany na III wiek n.e. Przechowywany jest w Department of Manuscripts Biblioteki Brytyjskiej (739). Tekst został opublikowany przez Grenfella i Hunta w 1898 roku.
Manuskrypt został napisany na papirusie, prawdopodobnie w formie kodeksu. Rozmiary zachowanego fragmentu wynoszą 19,7 na 9,6 cm. Fragment ten zawiera urywki dwudziestu linii. Tekst jest napisany zwykłym rozmiarem liter pismem uncjalnym.